# Horst aan de Maas
Horst aan de Maas é um município dos Países Baixos, situado na província de Limburgo. Tem 191,92 km² de área e sua população em 2020 foi estimada em 42.416 habitantes.